# Список рек Грузии
Реки, протекающие по территории Грузии, можно разделить по бассейнам морей, в которые они впадают: Чёрного и Каспийского. Хребты, по которым проходит водораздел (с севера на юг): Главный Кавказский хребет, Рачинский хребет, Лихский хребет, Месхетский хребет и Арсиянский хребет. Всего по территории Грузии протекает около 25 тысяч рек общая длина которых составляет более 50 тысяч км. При этом лишь 16 рек имеет протяженность более 100 км, кроме того насчитывается 121 водоток длиной от 26 до 100 км, абсолютное же большинство рек имеет длину менее 25 км. Коэффициент плотности речной сети Грузии равняется 0,78 км/км3. Крупнейшей рекой, относящейся Черноморскому бассейну, является река Риони, а из рек Каспийского бассейна — река Кура. Основным источником питания для большинства рек Грузии являются талые и подземные воды. Почти исключительно за счет дождевых осадков питаются малые реки побережья Чёрного моря. Суммарный среднегодовой сток всех рек Грузии составляет 66,3 км3.

## Чёрное море
- Ингури
- Натанеби
- Хоби
- Абаша
- Ногела
- Ковза
- Риони
  - Квирила
  - Ладжанура
  - Дзирула
  - Цхенисцкали (Хидура)
  - Техури
- Супса
  - Губазеули

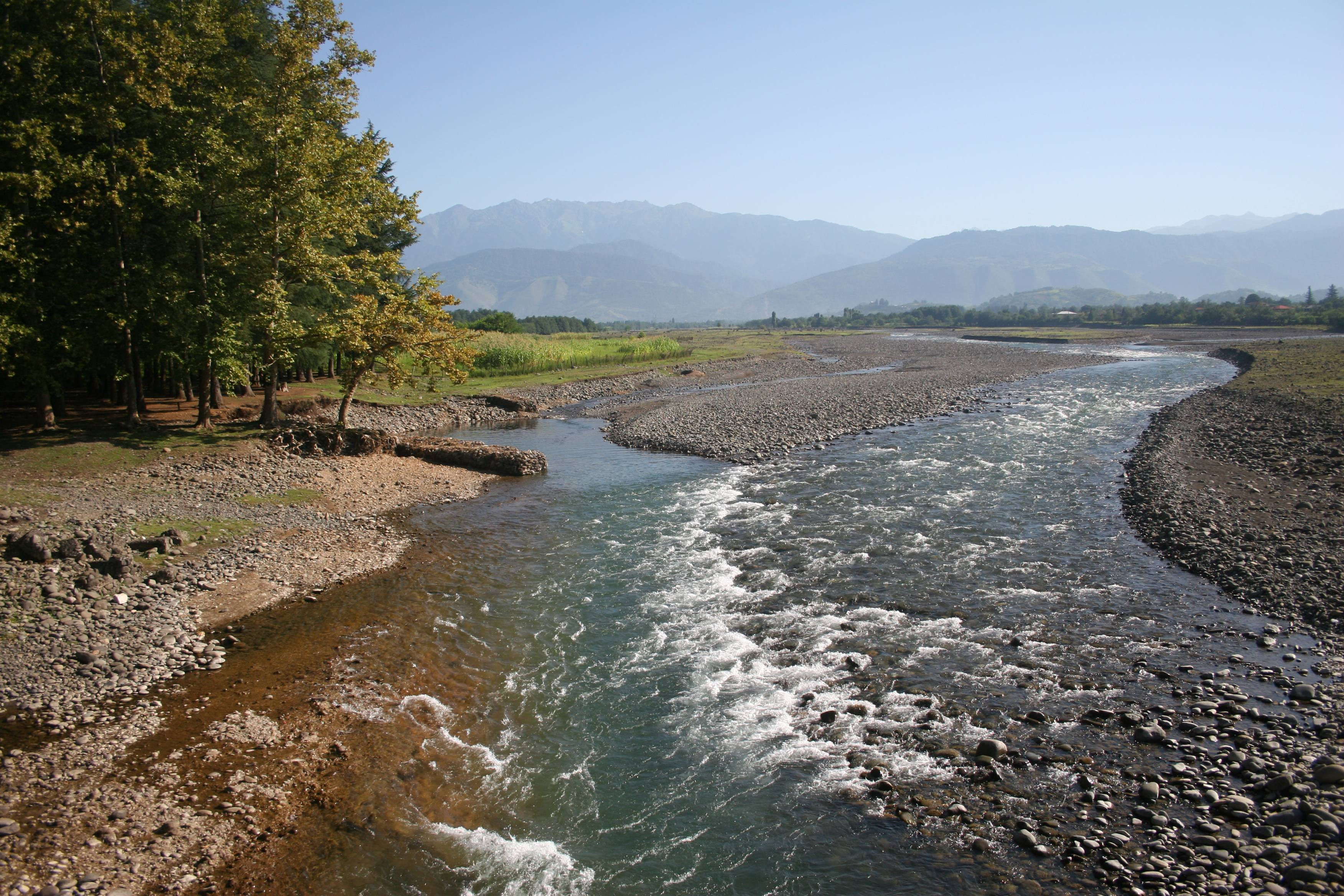
Река Хоби

- Чорохи — на территории Грузии находится лишь около 20 км нижнего течения реки, остальная часть — в Турции
  - Аджарисцкали
  - Мачахлисцкали
- Чолоки
- Кинтриши
- Королисцкали
- Чаквисцкали

## Каспийское море
- Кура
  - Поцхови
  - Большая Лиахви
  - Ксани
  - Арагви
    - Тетри (Белая) Арагви
    - Шави (Чёрная) Арагви

  - Алгети
    - Дахвисхеви
    - Гуджарехисцкали

  - Храми
    - Дебеда
    - Кледеисицкали
    - Акалафисцкали
    - Торне

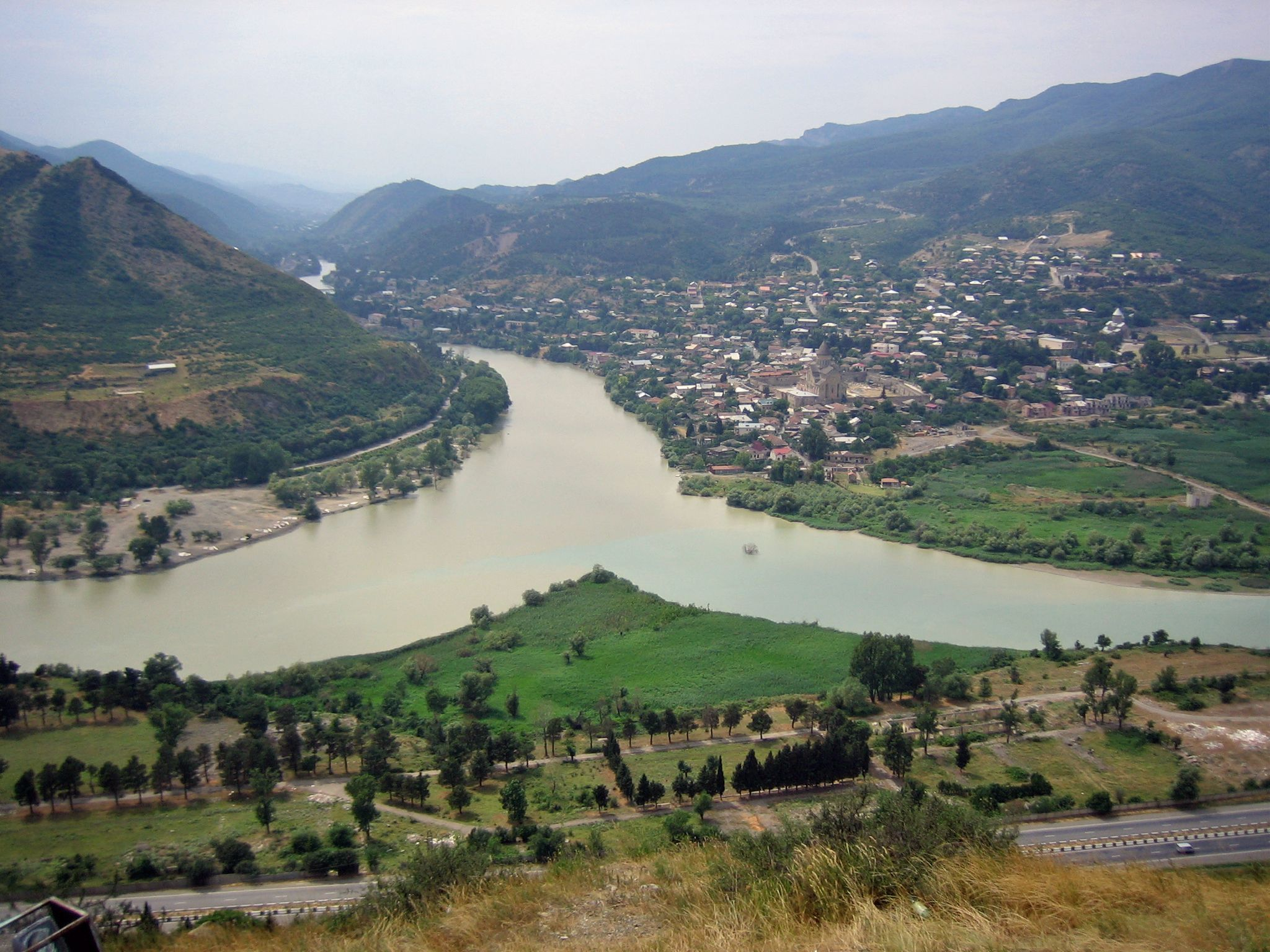
Слияние Куры и Арагви

  - Иори — впадает в Куру на территории Азербайджана
  - Алазани — впадает в Куру на территории Азербайджана
    - Лагодехисхеви
- Тэрги — около 50 км верхнего течения расположены на территории Грузии, остальная часть — в России
- Аргуни — около 18 км верхнего течения реки расположены на территории Грузии, остальная часть — в России
- Андис Коису — приток Сулака